# Kenta Ishii
Kenta Ishii (født 8. december 1987) er en japansk fodboldspiller.
Han har spillet for flere forskellige klubber i sin karriere, herunder Kamatamare Sanuki.